# Grammopsis parvula
Grammopsis parvula là một loài bọ cánh cứng trong họ Cerambycidae.